# Dzinali
Dzinali (georgiska: ძინალი) är en glaciär i norra Georgien i regionen Megrelien-Övre Svanetien. Den var tidigare en del av Tviberiglaciären, men 2014 konstaterades att denna splittrats i flera separata glaciärer.